# Mazuecos
Mazuecos település Spanyolországban, Guadalajara tartományban. Mazuecos Albares, Almoguera, Illana, Driebes és Mondéjar községekkel határos. Lakosainak száma 282 fő (2024).

## Népesség
A település népessége az utóbbi években az alábbiak szerint változott:
| Lakosok száma | 346  | 359  | 359  | 369  | 325  | 307  | 289  | 268  | 270  | 282  |
|               | 2001 | 2004 | 2006 | 2009 | 2011 | 2014 | 2016 | 2019 | 2021 | 2024 |